# South Opuha River
Der South Opuha River ist ein 30 km langer Fluss in der Region Canterbury auf der Südinsel von Neuseeland.

## Geographie
Die Quelle des South Opuha River befindet sich 1,5 km südsüdwestlich des 2251 m hohen Mount Musgrave an der Südostflanke der Two Thumb Range. Von dort aus nimmt der Fluss zunächst über rund 18 km einen südlichen Verlauf, um dann rund 12 Flusskilometer weiter südostöstlich in den Stausee Lake Opuha zu münden.
Der 3 km nordöstlich in den Lake Opuha mündende North Opuha River bildete vor der Erschaffung des Stausees durch den Zusammenfluss mit dem South Opuha River den Opuha River.